# Viloläge (dator)
Viloläge är ett strömsparande läge för en dator som inte används. När man sätter en dator i viloläge sparar man alla data från RAM-minnet till hårddisken. När man återupptar datorn från viloläge kommer den att vara exakt så som den var när man satte den i viloläge. 

## Användning
Viloläge kan användas för att spara energi. När datorn är försatt i viloläge drar den oftast mindre än 1 watt.

## Skillnader mellan vänteläge och viloläge
När datorn är försatt i vänteläge förbrukar den fortfarande energi till att hålla RAM-minnet i liv, vilket inte viloläge gör.
Att starta en dator går betydligt snabbare från vänteläge då delar av systemet redan är igång.

## Windowsterminologi
Under Windows används begreppen
- Strömsparläge för att snabbt komma tillbaka till fullt påslaget läge efter en kortare stund, till exempel efter en kafferast
- Viloläge för att spara mer energi och acceptera att det tar längre tid att komma tillbaka till det fullt påslagna läget igen